# 2020年東京オリンピックのゴルフ競技
2020年東京オリンピックのゴルフ競技（2020ねんとうきょうオリンピックのゴルフきょうぎ）は国際ゴルフ連盟（IGF）の管轄の下で実施された2020年東京オリンピックのオリンピックのゴルフ競技である。会場は川越市の霞ヶ関カンツリー倶楽部。男子は2021年7月29日から8月1日、女子は同4日から7日まで実施された。

## 概要
大会は4日間72ホールのストロークプレーで実施されるが、予選カットラインによる予選落ちは採用されない。4日間で1位～3位のいずれかで2名以上が並んだ場合はサドンデス形式のプレーオフでメダルを争う。男子の3位タイには7名、女子の2位タイには2名の選手がそれぞれ並んだため、プレーオフが実施された。

## 出場資格
本大会の参加選手は男女各60名であり、男子は2021年6月21日、女子は同28日時点において、IGFが定めた五輪ランキングの上位59名と開催国日本の選手1名に出場資格が与えられるが、下記の通り、複数の条件がある。
1. ランキング上位15名（ただし各国最大4人まで）は自動的に出場権が与えられる[6]。
2. 残り44名はランキング16位以下の選手の内、上位から順に15位以内の選手も含めて1カ国からは2名まで、かつ5大陸（アフリカ、アメリカ、アジア、ヨーロッパ、オセアニア）からの選手を1名ずつ以上含むよう、出場権が与えられる。
3. 開催国日本からは男女1名ずつの出場が保証されているため、上記1.と2.で誰も出場権を得ていない場合は、ランキング最上位者に出場権が与えられる。上記1.と2.で出場権を得ている選手がいる場合は、2.の条件で次点の選手に出場権が与えられる。

男子五輪ランキング上位選手のうち、ダスティン・ジョンソン（2位）、ティレル・ハットン（11位）、ルイ・ウェストヘーゼン（12位）らが出場を辞退した。さらに全米オープン覇者のジョン・ラーム（1位）とブライソン・デシャンボー（6位）も新型コロナ陽性のため辞退。辞退者に加え、ランキング上位にアメリカ合衆国の選手が多数を占めたものの、上記の条件により4名までしか出場できないこともあり、ランキング上位15名のうち、本大会に出場する選手は6名となった。一方、女子五輪ランキングの上位15名は全員が本大会に出場する。
日本からは五輪ランキングにより松山英樹（16位）、星野陸也（76位）、畑岡奈紗（11位）、稲見萌寧（27位）が出場権を獲得した。なお、笹生優花がフィリピン代表で出場した。

## 会場選定
霞ヶ関カンツリー倶楽部#2020年東京五輪を参照。

## 競技日程
各日とも午前7時半より競技が実施される予定であったが、女子の最終日のみ6時半に開始された。
| R1 | 第1R | R2 | 第2R | R3 | 第3R | R4 | 第4R |

| 種目↓/日付 → | 7/29 | 7/30 | 7/31 | 8/1 | 8/2 | 8/3 | 8/4 | 8/5 | 8/6 | 8/7 |
| ------------ | ---- | ---- | ---- | --- | --- | --- | --- | --- | --- | --- |
| 男子         | R1   | R2   | R3   | R4  |     |     |     |     |     |     |
| 女子         |      |      |      |     |     |     | R1  | R2  | R3  | R4  |

## 競技結果
男子競技に出場した松山英樹は4日間の競技の結果、3位タイに並んだが、7名によるプレーオフに敗れ、銅メダル獲得はならなかった。女子競技の稲見萌寧は2位タイに並んだ2名によるプレーオフを制して銀メダルを獲得し、日本の選手ではオリンピックのゴルフ競技で初のメダル獲得者となった。
| 種目 | 金                                          | 金  | 銀                                    | 銀        | 銅                                  | 銅        |
| ---- | ------------------------------------------- | --- | ------------------------------------- | --------- | ----------------------------------- | --------- |
| 男子 | ザンダー・シャウフェレ アメリカ合衆国 (USA) | 266 | ロリー・サバティーニ スロバキア (SVK) | 267       | 潘政琮 チャイニーズタイペイ (TPE)   | 269（PO） |
| 女子 | ネリー・コルダ アメリカ合衆国 (USA)         | 267 | 稲見萌寧 日本 (JPN)                   | 268（PO） | リディア・コ ニュージーランド (NZL) | 268（PO） |

## 国・地域別のメダル獲得数
| 順   | 国・地域                   | 金 | 銀 | 銅 | 計 |
| ---- | -------------------------- | -- | -- | -- | -- |
| 1    | アメリカ合衆国 (USA)       | 2  | 0  | 0  | 2  |
| 2    | 日本 (JPN)（開催国）       | 0  | 1  | 0  | 1  |
| 2    | スロバキア (SVK)           | 0  | 1  | 0  | 1  |
| 4    | ニュージーランド (NZL)     | 0  | 0  | 1  | 1  |
| 4    | チャイニーズタイペイ (TPE) | 0  | 0  | 1  | 1  |
| 合計 | 合計                       | 2  | 2  | 2  | 6  |

## 備考
- 埼玉県では新型コロナウイルス感染拡大による緊急事態宣言が行われていたため、全ての競技が無観客で行われた。
- 2021年8月5日、女子第2ラウンドでモロッコ代表のハディウイ・マハが7番（Par3）でホールインワンを達成している[17]。